# Podział administracyjny Indii

Podział administracyjny Indii obowiązujący od czerwca 2020 roku

Indie są parlamentarną republiką związkową dzielącą się na 28 stanów i 8 terytoriów (7 terytoriów związkowych i jedno narodowe terytorium stołeczne). Stany i terytoria dzielą się następnie na dystrykty, których w 2011 roku było 640.
Stany posiadają własne organy ustawodawcze i wykonawcze. Na czele władz stanowych stoi gubernator, który jest mianowany przez prezydenta Indii na pięcioletnią kadencję. Gubernator mianuje stanowy rząd z premierem na czele, spośród partii, która wygrała wybory. Stany posiadają 1- lub 2-izbowe parlamenty. Izba niższa stanowego parlamentu zwana jest vidhan sabha i, według indyjskiego prawa, może składać się od 60 do 500 posłów. Wybierana jest ona w wyborach powszechnych na 5 lat. Izba wyższa parlamentu zwana jest vidhan parishad i wybierana jest na sześcioletnie kadencje, z tym, że co 2 lata wymieniana jest trzecia część składu izby. Parlamentom stanowym podlegają wszelkie sprawy z wyjątkiem polityki zagranicznej, obrony, handlu zagranicznego i obywatelstwa (zastrzeżone dla parlamentu związkowego Indii).
Terytoriami związkowymi oraz narodowym terytorium stołecznym zarządzają przedstawiciele rządu Indii – komisarze lub administratorzy. Niektóre z terytoriów posiadają własne parlamenty i rządy, lecz mają one znacznie ograniczone uprawnienia, mniejsze terytoria nie posiadają tych organów władzy. W terytoriach obowiązują prawa związkowe.
W poszczególnych stanach i terytoriach poza ogólnoindyjskimi językami oficjalnymi, czyli hindi i angielskim, mogą obowiązywać dodatkowe języki oficjalne.

## Stany i terytoria
Stany Indii (ang. state, hindi प्रांत – prant) są znacznie zróżnicowane. Największe z nich pod względem liczby ludności są największymi jednostkami administracyjnymi świata – wśród dziesięciu najludniejszych jednostek administracyjnych świata pięć to właśnie stany Indii. (Uttar Pradesh z ludnością liczącą niemal 200 mln jest na pierwszym miejscu w tym rankingu, Maharashtra zajmuje miejsce trzecie, Bihar szóste, Bengal Zachodni siódme, a Andhra Pradesh ósme).
Pod względem powierzchni największe z indyjskich stanów dorównują krajom europejskim (np. największy ze stanów, Radżastan jest większy od Polski). Najmniejsze stany nie przekraczają zaś kilku tysięcy km² powierzchni.
Terytoria (ang. territory, hindi केन्द्रीय सरकार – kendrija sarkar) są mniej zróżnicowane od stanów – pod względem powierzchni nie przekraczają kilku tysięcy km², a pod względem ludności nie przekraczają 1,25 mln osób (wyjątkiem jest Delhi liczące ponad 16 mln mieszkańców).
W poniższym zestawieniu nazwy jednostek administracyjnych podano w wersji polskiej (jeżeli istnieje polski egzonim), wersji angielskiej (ang.), wersji hindi (w zapisie oryginalnym, w polskiej transkrypcji – trb. i w transliteracji – trl.) oraz w językach stanowych. W podobny sposób podano nazwy stolic.
| Lp.                                         | Stan                                                                   | nazwa polska                      | nazwa angielska                            | nazwa hindi | nazwa w dodatkowych językach | stolica | liczba dystryktów | ludność                                                           | obszar                                               | lokalizacja |
| Stany                                       | Stany                                                                  | Stany                             | Stany                                      | Stany | Stany | Stany | Stany             | Stany                                                             | Stany                                                | Stany       |
| ------------------------------------------- | ---------------------------------------------------------------------- | --------------------------------- | ------------------------------------------ | --- | --- | --- | ----------------- | ----------------------------------------------------------------- | ---------------------------------------------------- | ----------- |
| 1                                           | Andhra Pradesh                                                         | brak                              | Andhra Pradesh                             | आंध्र प्रदेश (trb.: Andhra Pradeś, trl.: Āṁdhra Pradeś)                                                                           | nazwa telugu: ఆంధ్ర ప్రదేశ్ nazwa urdu: آندھرا پردیش                                                                                       | tymczasowo (przez 10 lat od czerwca 2014) Hajdarabad (pol.), Hyderabad (ang.), हैदराबाद (hindi – trb.: Hajdarabad, trl.: Haidarābād), హైదరాబాదు (telugu), حیدر آباد (urdu)                                                                                   | 13                | 49 378 776 (2011) (po odjęciu liczby mieszkańców stanu Telangana) | 161 974 km² (po odjęciu powierzchni stanu Telangana) |             |
| 2                                           | Arunachal Pradesh                                                      | brak                              | Arunachal Pradesh                          | अरुणाचल प्रदेश (trb.: Arunaćal Pradeś, trl.: Aruṇācal Pradeś)                                                                     | | Itanagar (ang.), ईटानगर (hindi – trb.: Itanagar, trl.: Īṭānagar) – brak nazwy polskiej | 16                | 1 382 611 (2011)                                                  | 83 578 km²                                           |             |
| 3                                           | Asam                                                                   | Asam                              | Assam                                      | असम (trb.: Asam, trl.: Asam)                                                                                                  | nazwa assamska: অসম (trb.: Asam, trl.: Osam)                                                                                          | Dispur (ang.), दिसपुर (hindi – trb.: Dispur, trl.: Dispur), দিসপুর (assamski) – brak nazwy polskiej | 27                | 31 169 272 (2011)                                                 | 78 523 km²                                           |             |
| 4                                           | Bengal Zachodni                                                        | Bengal Zachodni                   | West Bengal                                | पश्चिम बंगाल (trb.: Paśćim Bangal, trl.: Paścim Baṁgāl)                                                                           | nazwa bengalska: পশ্চিম বঙ্গ (trb.: Paśćim Bongo, trl.: Paścim Baṅga)                                                                    | Kolkata (Kalkuta) (pol.), Kolkata (ang.), कोलकाता (hindi – trb.: Kolkata, trl.: Kolkātā), কলকাতা (bengalski) | 19                | 91 347 736 (2011)                                                 | 87 853 km²                                           |             |
| 5                                           | Bihar                                                                  | Bihar                             | Bihar                                      | बिहार (trb.: Bihar, trl.: Bihār)                                                                                                | | Patna (ang.), पटना (hindi – trb.: Patna, trl.: Paṭnā) – brak nazwy polskiej | 38                | 103 804 637 (2011)                                                | 99 199 km²                                           |             |
| 6                                           | Chhattisgarh                                                           | brak                              | Chhattisgarh                               | छत्तीसगढ़ (trb.: Ćhattisgarh, trl.: Chattīsgaṛh)                                                                                 | | Raipur (ang.), रायपुर (hindi – trb.: Rajpur, trl.: Rāypur) – brak nazwy polskiej | 18                | 25 540 196 (2011)                                                 | 146 361 km²                                          |             |
| 7                                           | Goa                                                                    | Goa                               | Goa                                        | गोवा (trb.: Gowa, trl.: Govā)                                                                                                   | nazwa konkani: गोंय (trb.: Gonja, trl.: Goṁya)                                                                                          | Panaji (ang.), पणजी (hindi – trb.: Panadźi, trl.: Paṇajī), पणजी (konkani) – brak nazwy polskiej | 2                 | 1 457 723 (2011)                                                  | 3702 km²                                             |             |
| 8                                           | Gudźarat                                                               | Gudźarat                          | Gujarat                                    | गुजरात (trb.: Gudźarat, trl.: Gujarāt)                                                                                          | nazwa gudźarati: ગુજરાત (trb.: Gudźarat, trl.: Gujarāt)                                                                                 | Gandhinagar (ang.), गांधीनगर (hindi – trb.: Gandhinagar, trl.: Gāṃdhīnagar), ગાંધીનગર (gudźarati) – brak nazwy polskiej | 26                | 60 383 628 (2011)                                                 | 195 984 km²                                          |             |
| 9                                           | Haryana                                                                | brak                              | Haryana                                    | हरियाणा (trb.: Harijana, trl.: Hariyāṇā)                                                                                         | | Czandigarh (pol.); Chandigarh (ang.), चंडीगढ़ (hindi – trb.: Ćandigarh, trl.: Caṁḍīgaṛh) | 21                | 25 353 081 (2011)                                                 | 44 222 km²                                           |             |
| 10                                          | Himachal Pradesh                                                       | brak                              | Himachal Pradesh                           | हिमाचल प्रदेश (trb.: Himaćal Pradeś, trl.: Himācal Pradeś)                                                                        | | Shimla (ang.), शिमला (hindi – trb.: Śimla, trl.: Śimlā) – brak nazwy polskiej | 12                | 6 856 509 (2011)                                                  | 55 673 km²                                           |             |
| 11                                          | Jharkhand                                                              | brak                              | Jharkhand                                  | झारखंड (trb.: Dźharkhand, trl.: Jhāṛkhaṁḍ)                                                                                      | | Ranchi (ang.), रांची (hindi – trb.: Rańći, trl.: Rāṁcī) – brak nazwy polskiej | 24                | 31 169 272 (2011)                                                 | 74 677 km²                                           |             |
| 12                                          | Karnataka                                                              | Karnataka                         | Karnataka                                  | कर्नाटक (trb.: Karnataka, trl.: Karṇāṭaka)                                                                                      | nazwa kannada: ಕರ್ನಾಟಕ (trb.: Karnataka, trl.: Karṇāṭaka)                                                                               | Bangalore (ang.), बंगलूर (hindi – trb.: Bangalur, trl.: Baṁgalūr), ಬೆಂಗಳೂರು (kannada) – brak nazwy polskiej | 30                | 61 130 704 (2011)                                                 | 191 773 km²                                          |             |
| 13                                          | Kerala                                                                 | Kerala                            | Kerala                                     | केरल (trb.: Kerala, trl.: Kerala)                                                                                              | nazwa malajalam: കേരളം (trb.: Keralam, trl.: Kēraḷaṁ)                                                                                   | Thiruvananthapuram (ang.), तिरुवनंतपुरम (hindi – trb.: Tiruwanantapuram, trl.: Tiruvanaṁtapuram), തിരുവനന്തപുരം (malajalam) – brak nazwy polskiej | 14                | 33 387 677 (2011)                                                 | 38 864 km²                                           |             |
| 14                                          | Madhya Pradesh                                                         | brak                              | Madhya Pradesh                             | मध्य प्रदेश (trb.: Madhja Pradeś, trl.: Madhya Pradeś)                                                                           | | Bhopal (ang.), भोपाल (hindi – trb.: Bhopal, trl.: Bhopāl) – brak nazwy polskiej | 50                | 72 597 565 (2011)                                                 | 296 480 km²                                          |             |
| 15                                          | Maharasztra                                                            | Maharasztra                       | Maharashtra                                | महाराष्ट्र (trb.: Maharasztra, trl.: Mahārāṣṭra)                                                                                  | nazwa marathi: महाराष्ट्र (trb.: Maharasztra, trl.: Mahārāṣṭra)                                                                           | Mumbaj (Bombaj) (pol.), Mumbai (ang.), मुंबई (hindi – trb.: Mumbaj, trl.: Muṁbaī), मुंबई (marathi) | 35                | 112 372 972 (2011)                                                | 307 762 km²                                          |             |
| 16                                          | Manipur                                                                | Manipur                           | Manipur                                    | मणिपुर (trb.: Manipur, trl.: Maṇipur)                                                                                           | nazwa manipuri: মনিপুর (trb.: Manipur, trl.: Manipur)                                                                                   | Imphal (ang.), इम्फाल (hindi – trb.: Imphal, trl.: Iṁphāl), ঈম্ফাল্ (manipuri) – brak nazwy polskiej | 9                 | 2 721 756 (2011)                                                  | 22 356 km²                                           |             |
| 17                                          | Meghalaya                                                              | brak                              | Meghalaya                                  | मेघालय (trb.: Meghalaja, trl.: Meghālaya)                                                                                       | | Shillong (ang.), शिलांग (hindi – trb.: Śilang, trl.: Śilāṁg) – brak nazwy polskiej | 7                 | 2 964 007 (2011)                                                  | 22 489 km²                                           |             |
| 18                                          | Mizoram                                                                | brak                              | Mizoram                                    | मिज़ोरम (trb.: Mizoram, trl.: Mizorām)                                                                                           | | Aizawl (ang.), आइज़ोल (hindi – trb.: Aizol, trl.: Āizol) – brak nazwy polskiej | 8                 | 1 091 014 (2011)                                                  | 21 087 km²                                           |             |
| 19                                          | Nagaland                                                               | Nagaland                          | Nagaland                                   | नागालैंड (trb.: Nagalaind, trl.: Nāgālaiṁḍ)                                                                                       | | Kohima (ang.), कोहिमा (hindi – trb.: Kohima, trl.: Kohīmā) – brak nazwy polskiej | 11                | 1 980 602 (2011)                                                  | 16 527 km²                                           |             |
| 20                                          | Orisa                                                                  | Orisa                             | Odisha (do 2011 Orissa)                    | ओड़िशा (trb.: Oriśa, trl.: Oṛīśā)                                                                                                | nazwa orija: ଓଡ଼ିଶା (trb.: Oriśa, trl.: Oṛīśā)                                                                                           | Bhubaneswar (ang.), भुवनेश्वर (hindi – trb.: Bhubaneśwar, trl.: Bhuvaneśvar), ଭୁବନେଶ୍ବର (orija) – brak nazwy polskiej | 30                | 41 947 358 (2011)                                                 | 155 782 km²                                          |             |
| 21                                          | Pendżab                                                                | Pendżab                           | Punjab                                     | पंजाब (trb.: Pańdźab, trl.: Paṁjāb)                                                                                             | nazwa pendżabska: ਪੰਜਾਬ (trb.: Pańdźab, trl.: Paṁjāb)                                                                                   | Czandigarh (pol.); Chandigarh (ang.), चंडीगढ़ (hindi – trb.: Ćandigarh, trl.: Caṁḍīgaṛh), ਚੰਡੀਗੜ੍ਹ (pendżabski) | 20                | 27 704 236 (2011)                                                 | 50 362 km²                                           |             |
| 22                                          | Radżastan                                                              | Radżastan                         | Rajasthan                                  | राजस्थान (trb.: Radźasthan, trl.: Rājasthān)                                                                                     | | Jaipur (ang.), जयपुर (hindi – trb.: Dźajpur, trl.: Jaypur) – brak nazwy polskiej | 33                | 68 621 012 (2011)                                                 | 342 214 km²                                          |             |
| 23                                          | Sikkim                                                                 | brak                              | Sikkim                                     | सिक्किम (trb.: Sikkim, trl.: Sikkim)                                                                                             | nazwa nepalska: सिक्किम (trb.: Sikkim, trl.: Sikkim)                                                                                     | Gangtok (ang.), गंगटोक (hindi – trb.: Gangtok, trl.: Gāṁgtok), गान्तोक (nepalski) – brak nazwy polskiej | 4                 | 607 688 (2011)                                                    | 7299 km²                                             |             |
| 24                                          | Tamilnadu                                                              | Tamilnadu                         | Tamil Nadu                                 | तमिलनाड (trb.: Tamilnad, trl.: Tamilnād)                                                                                        | nazwa tamilska: தமிழ் நாடு | Ćennaj (Madras) (pol.), Chennai (ang.), चेन्नई (hindi – trb.: Ćennaj, trl.: Cennai), சென்னை (tamilski) | 32                | 72 138 958 (2011)                                                 | 130 069 km²                                          |             |
| 25                                          | Telangana                                                              | brak                              | Telangana                                  | | nazwa telugu: తెలంగాణ nazwa urdu: تلنگانہ                                                                                                | Hajdarabad (pol.), Hyderabad (ang.), हैदराबाद (hindi – trb.: Hajdarabad, trl.: Haidarābād), హైదరాబాదు (telugu), حیدر آباد (urdu) | 10                | 35 286 757 (2011)                                                 | 114 840 km²                                          |             |
| 26                                          | Tripura                                                                | Tripura                           | Tripura                                    | त्रिपुरा (trb.: Tripura, trl.: Tripurā)                                                                                           | nazwa bengalska: ত্রিপুরা (trb.: Tripura, trl.: Tripurā)                                                                                  | Agartala (ang.), अगरतला (hindi – trb.: Agartala, trl.: Agartalā), আগরতলা (bengalski) – brak nazwy polskiej | 4                 | 3 671 032 (2011)                                                  | 10 477 km²                                           |             |
| 27                                          | Uttarakhand                                                            | brak                              | Uttarakhand (do 2007 Uttaranchal)          | उत्तराखंड (trb.: Uttarakhand, trl.: Uttarākhaṁḍ)                                                                                 | | Dehradun (ang.), देहरादून (hindi – trb.: Dehradun, trl.: Dehrādūn) – brak nazwy polskiej | 13                | 10 116 752 (2011)                                                 | 51 125 km²                                           |             |
| 28                                          | Uttar Pradesh                                                          | brak                              | Uttar Pradesh                              | उत्तर प्रदेश (trb.: Uttar Pradeś, trl.: Uttar Pradeś)                                                                            | | Lucknow (ang.), लखनऊ (hindi – trb.: Lakhnau, trl.: Lakhnaū) – brak nazwy polskiej | 71                | 199 581 477 (2011)                                                | 243 288 km²                                          |             |
| Terytoria związkowe                         |                                                                        |                                   |                                            | | | |                   |                                                                   |                                                      |             |
| 1                                           | Andamany i Nikobary                                                    | Andamany i Nikobary               | Andaman and Nicobar Islands                | अंडमान और निकोबार द्वीपसमूह (trb.: Andaman aur Nikobar Dwip-samuh, trl.: Aṁḍamān aur Nikobār Dvīp-samūh)                              | | Port Blair (pol.), Port Blair (ang.), पोर्ट ब्लेयर (hindi – trb.: Port Blejar, trl.: Porṭ Bleyar) | 3                 | 379 944 (2011)                                                    | 8293 km²                                             |             |
| 2                                           | Czandigarh                                                             | Czandigarh                        | Chandigarh                                 | चंडीगढ़ (trb.: Ćandigarh, trl.: Caṁḍīgaṛh)                                                                                       | nazwa pendżabska: ਚੰਡੀਗੜ੍ਹ (trb.: Ćandigarh, trl.: Caṁḍīgaṛh)                                                                            | Czandigarh (pol.); Chandigarh (ang.), चंडीगढ़ (hindi – trb.: Ćandigarh, trl.: Caṁḍīgaṛh), ਚੰਡੀਗੜ੍ਹ (pendżabski) | 1                 | 1 054 686 (2011)                                                  | 114 km²                                              |             |
| 3                                           | Dadra i Nagarhaweli oraz Daman i Diu (Dadra, Nagarhaweli, Daman i Diu) | Dadra, Nagarhaweli, Daman i Diu   | Dadra and Nagar Haveli and Daman and Diu   | दादरा एवं नगर हवेली एवं दमन एवं दीव (trb.: Dadra aur Nagar Haweli Daman aur Diw, trl.: Dādrā aur Nagar Havelī Damaṇ aur Dīv)          | nazwa gudźarati: દાદરા અને નગર હવેલી અને દમણ અને દીવ (trb.: Dadra ane Nagar Haweli Daman ane Diw, trl.: Dādrā ane Nagar Havelī Damaṇ ane Dīv) | Daman (ang.), दमन (hindi – trb.: Daman, trl.: Daman), દમણ (gudźarati) | 3                 | 585 764 (2011)                                                    | 603 km²                                              |             |
| 4                                           | Dżammu i Kaszmir                                                       | Dżammu i Kaszmir                  | Jammu and Kashmir                          | जम्मू और कश्मीर (trb.: Dźammu aur Kaśmir, trl.: Jammū aur Kaśmīr)                                                                 | nazwa kaszmirska: جۄم تٕ کٔشېر nazwa urdu: جموں و کشمیر (trb.: Dźammun wa Kaśmir, trl.:Jammūn va Kaśmīr)                                | Śrinagar (pol.), Srinagar (ang.), श्रीनगर (hindi – trb.: Śrinagar, trl.: Śrīnagar), سِرېنَگَر (kaszmirski), سرینگر (urdu); Dżammu (pol.), Jammu (ang.), जम्मू (hindi – trb.: Dźammu, trl.: Jammū), جۄم (kaszmirski), جموں (urdu) – stan posiada dwie stolice | 20                | 12 548 433 (2011)                                                 | 42 241 km²                                           |             |
| 5                                           | Ladakh                                                                 | Ladakh                            | Ladakh                                     | लद्दाख़ | nazwa ladakhi: ལ་དྭགས་ (Wylie: la-dwags)                                                                                               | Leh (ang.), लेह (hindi – trb.: Leh) – Leh | 2                 | 274 289 (2011)                                                    | 59 146 km² (ok. 38 000 zajmuje Aksai Chin)           |             |
| 6                                           | Lakszadiwy                                                             | Lakszadiwy                        | Lakshadweep                                | लक्षद्वीप (trb.: Lakszadwip, trl.: Lakṣadvīp)                                                                                    | nazwa malajalam: ലക്ഷദ്വീപ് | Kavaratti (ang.), कवरत्ती (hindi – trb.: Kawaratti, trl.: Kavāratti), കവരത്തി (malajalam) – brak nazwy polskiej | 1                 | 64 429 (2011)                                                     | 32 km²                                               |             |
| 7                                           | Puducherry                                                             | brak                              | Puducherry (do 2006 Pondicherry)           | पुडुचेरी (trb.: Puduććeri, trl.: Puducceri)                                                                                       | nazwa tamilska: புதுச்சேரி nazwa francuska: Pondichéry                                                                                     | Puducherry (ang.), पुडुचेरी (hindi – trb.: Puduććeri, trl.: Puducceri), புதுச்சேரி (tamilski), Pondichéry (francuski) – brak nazwy polskiej | 4                 | 1 244 464 (2011)                                                  | 492 km²                                              |             |
| Terytoria związkowe                         |                                                                        |                                   |                                            | | | |                   |                                                                   |                                                      |             |
| 1                                           | Delhi                                                                  | Delhi, Terytorium Stołeczne Delhi | Delhi, National Capital Territory of Delhi | दिल्ली, राष्ट्रीय राजधानी क्षेत्र दिल्ली (trb.: Dilli, trl.: Dillī; trb. Rasztrij Radźdhani Kszetr Dilli, trl. Rāṣṭrīy Rājadhānī Kṣetr Dillī) | nazwa pendżabska: ਦਿੱਲੀ (trb.: Dilli, trl.: Dillī) nazwa urdu: دہلی (trb.: Dilli, trl.: Dillī)                                           | Delhi (pol.); Delhi (ang.), दिल्ली (hindi – trb.: Dilli, trl.: Dillī), ਦਿੱਲੀ (pendżabski – trb.: Dilli, trl.: Dillī), دہلی (urdu – trb.: Dilli, trl.: Dillī)                                                                                                | 9                 | 16 753 235 (2011)                                                 | 1485 km²                                             |             |
| Zobacz też: Narodowy Region Stołeczny Delhi |                                                                        |                                   |                                            | | | |                   |                                                                   |                                                      |             |

## Dystrykty
Dystrykty są jednostkami administracyjnymi drugiego rzędu. Każdy stan i terytorium Indii składa się z dystryktów, których liczba jest zróżnicowana. Z tylko jednego dystryktu składają się terytoria Czandigarh, Dadra i Nagarhaweli i Lakszadiwy. Najwięcej dystryktów (71) wchodzi w skład stanu Uttar Pradesh.
Dystrykty są silnie zróżnicowane pod względem powierzchni i liczby ludności. Najwięcej osób zamieszkuje dystrykt Delhi (w 2001 roku 13 782 976 osób), a najmniej dystrykt Yanam leżący w terytorium Puducherry (w 2001 roku 31 362). Największy obszar zajmuje natomiast dystrykt Leh znajdujący się w stanie Dżammu i Kaszmir (82 665 km²), a najmniejszy dystrykt Mahé leżący w terytorium Puducherry (9 km²). Dystrykt Leh jest również najrzadziej zamieszkanym dystryktem (1,4 os./km²), największa gęstość zaludnienia występuje natomiast w dystrykcie Mumbaj w stanie Maharashtra (48 215 os./km²).

## Historia

### Okres przed uzyskaniem niepodległości

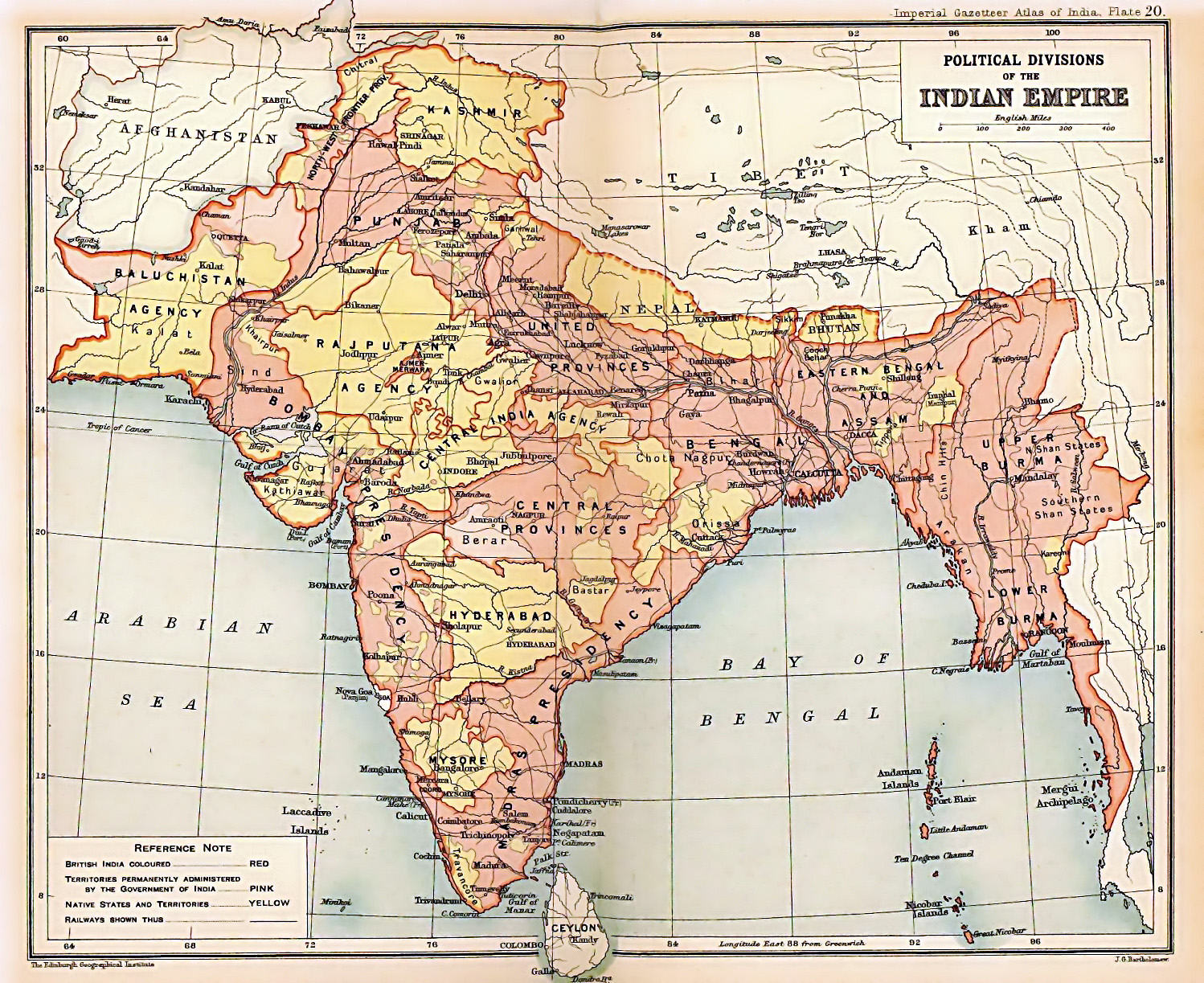
Podział administracyjny Indii w 1909 roku

Indie w owym czasie podzielone były na prowincje administrowane bezpośrednio przez władze brytyjskie i księstwa rządzone przez lokalnych władców, pozostające pod brytyjskim protektoratem. Prowincji było sześć, lecz przed samym uzyskaniem niepodległości liczba ta została zwiększona do 17. Księstw (stanów, państw) było ponad 500 – największym był Hyderabad zamieszkany przez ponad 10 mln osób, a najmniejsze księstwa obejmowały obszar zaledwie kilkudziesięciu km².

### Indie niepodległe

#### Podział w latach 1947–1956

Podział administracyjny Indii w 1951 roku

Po uzyskaniu niepodległości w 1947 roku Indie już w dzisiejszych granicach, podzielone zostały na stany (reforma zakończyła się w 1950 roku). Utworzonych zostało wtedy 29 stanów pogrupowanych w stany typu A, B, C i D. Poszczególny typ stanów posiadał różny typ władzy. Stany typu A (Asam, Bengal Zachodni, Bihar, Bombaj, Madhya Pradesh, Madras, Orisa, Pendżab i United Provinces (Uttar Pradesh)) miały własne wybieralne parlamenty i rządzone były przez rządy powoływane przez te parlamenty. Stany typu B (Dżammu i Kaszmir, Hyderabad, Madhya Bharat, Mysore, Patiala and East Punjab States Union (PEPSU), Radżastan, Saurashtra, Travancore-Cochin oraz Vindhya Pradesh) rządzone były przez radżpramuków (rodzaj tytularnego księcia). Stany typu C (Ajmer, Bhopal, Bilaspur, Cooch-Behar, Coorg, Delhi, Himachal Pradesh, Kutch, Manipur i Tripura) zarządzane były przez komisarza powoływanego przez władze centralne kraju. Stanem typu D były tylko Andamany i Nikobary, będące specjalnym terytorium.
W 1953 roku został utworzony stan typu A Andhra (wydzielony z Madrasu), w 1954 stan Bilaspur włączony został do Himachal Pradeshu, a w 1956 roku do Indii włączone zostały Indie Francuskie jako osobne terytorium pod nazwą Pondicherry (jedna z pięciu części Indii Francuskich, Chandernagore, przyłączona została do Indii już w roku 1950, a w roku 1954 wcielona została do stanu Bengal Zachodni).

#### Reforma z 1956 roku

Reforma z 1956 roku

1 listopada 1956 roku weszła w życie reforma administracyjna. Zlikwidowane zostały stany typu A, B, C i D, a w zamian kraj podzielono na stany i terytoria związkowe. Obszary stanów zostały zmienione tak, aby pokrywały się z granicami etniczno-językowymi. Powstało 12 stanów (Asam, Bengal Zachodni, Bihar, Bombaj, Kerala, Madhya Pradesh, Madras, Mysore, Orisa, Pendżab, Radżastan i Uttar Pradesh) i 6 terytoriów związkowych (Delhi, Himachal Pradesh, Manipur, Tripura, Andamany i Nikobary oraz Lakkadiwy, Minicoy i Amindiwy).

#### Zmiany po 1956 roku

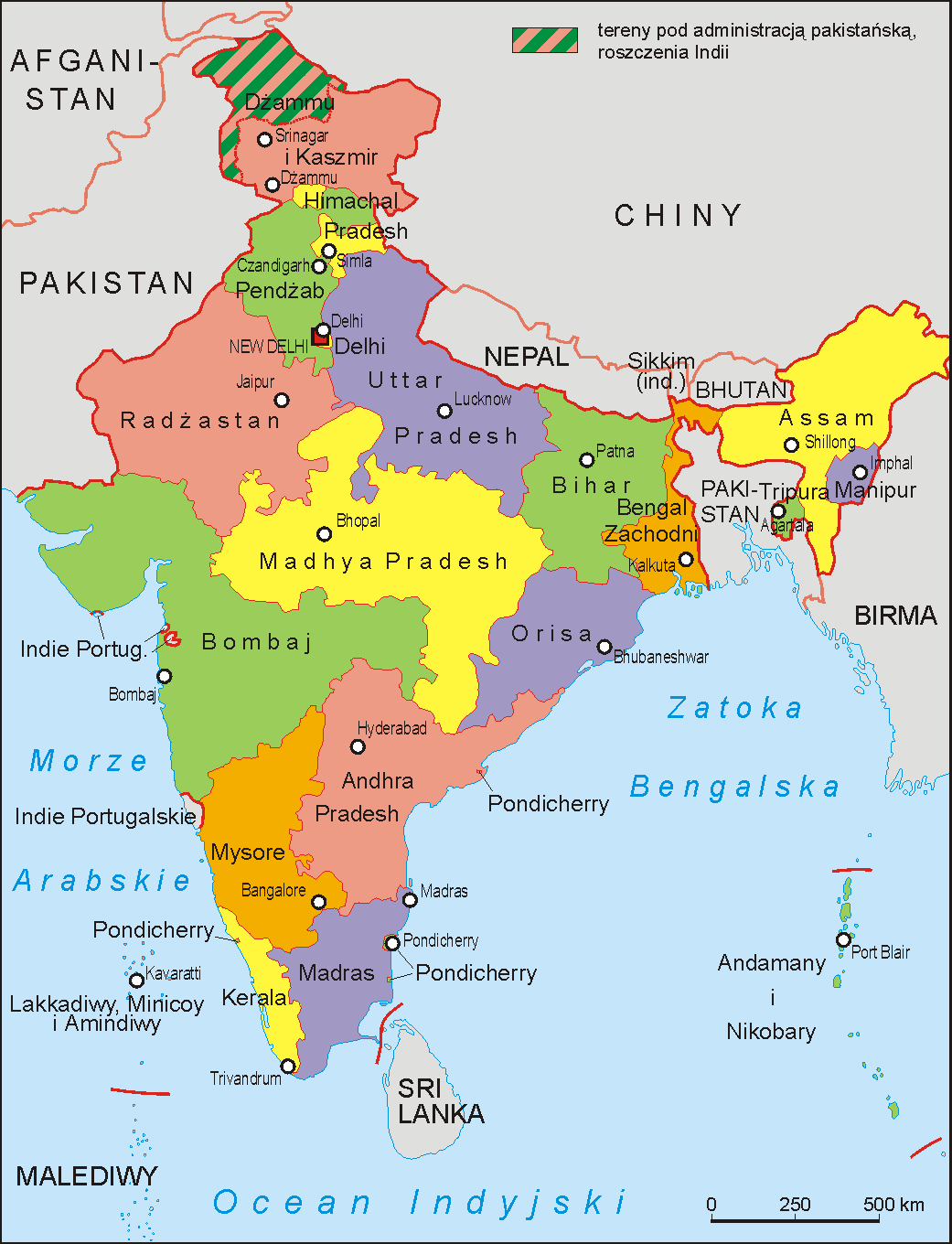
Podział administracyjny Indii w 1956 roku
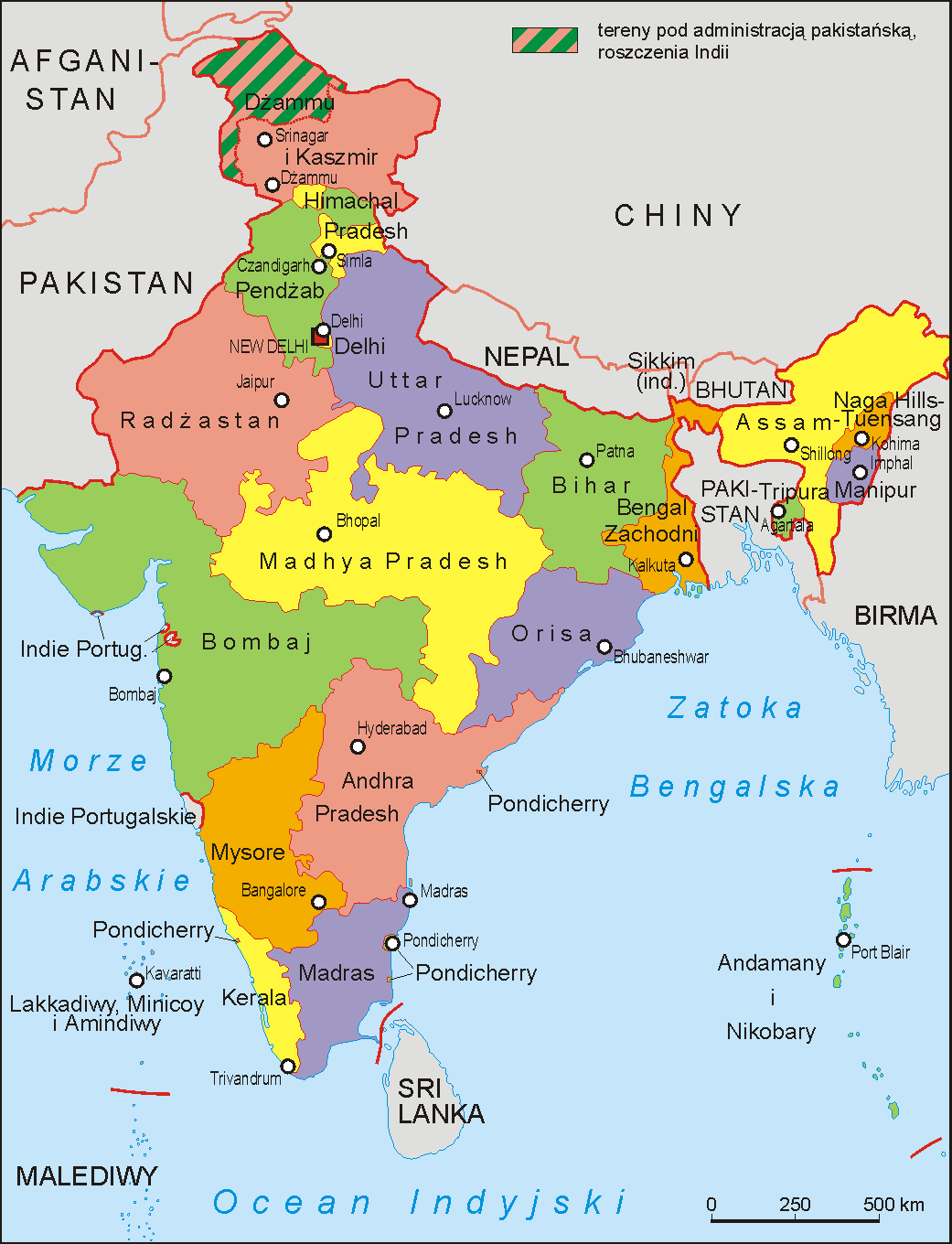
Podział administracyjny Indii w 1957 roku
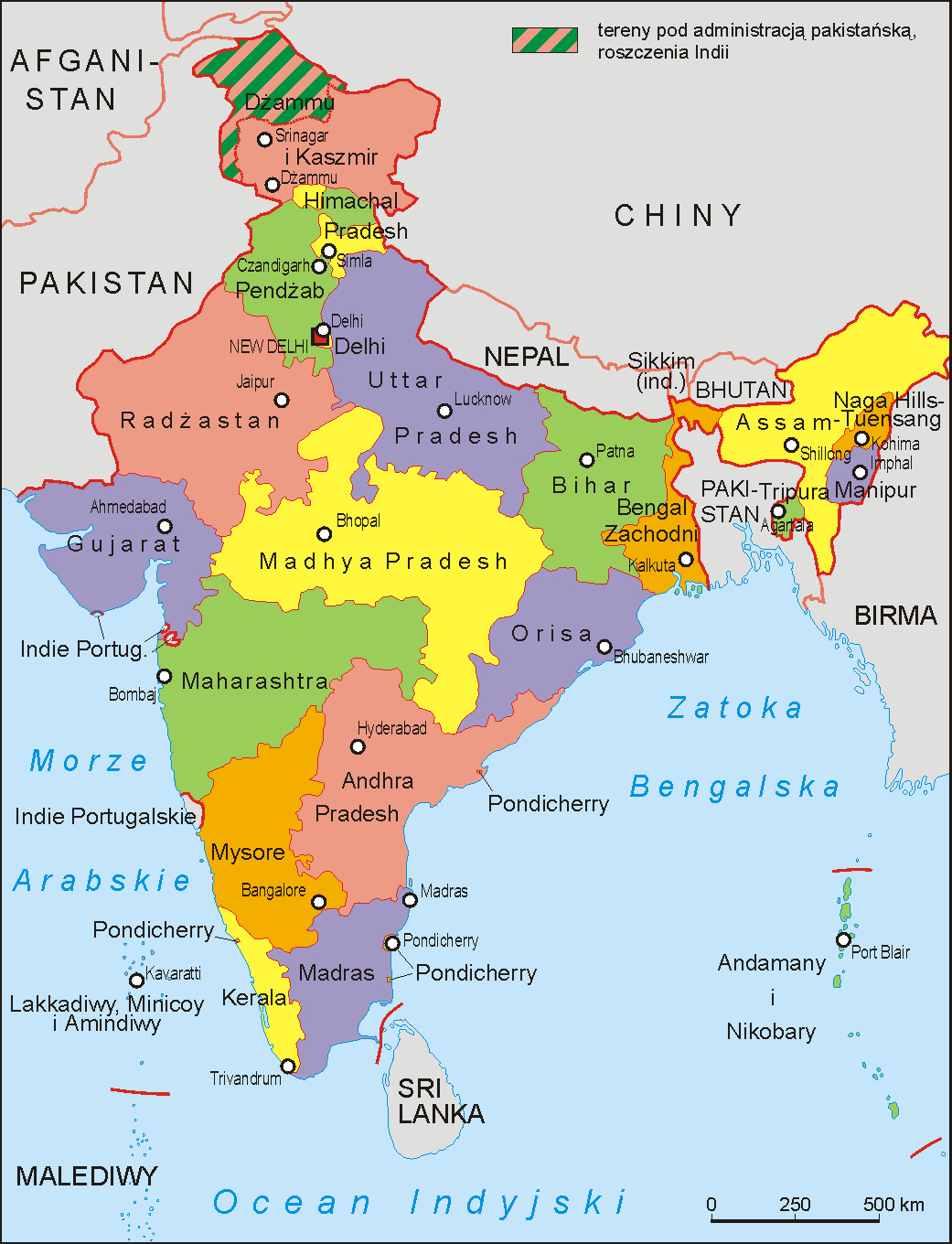
Podział administracyjny Indii w 1960 roku
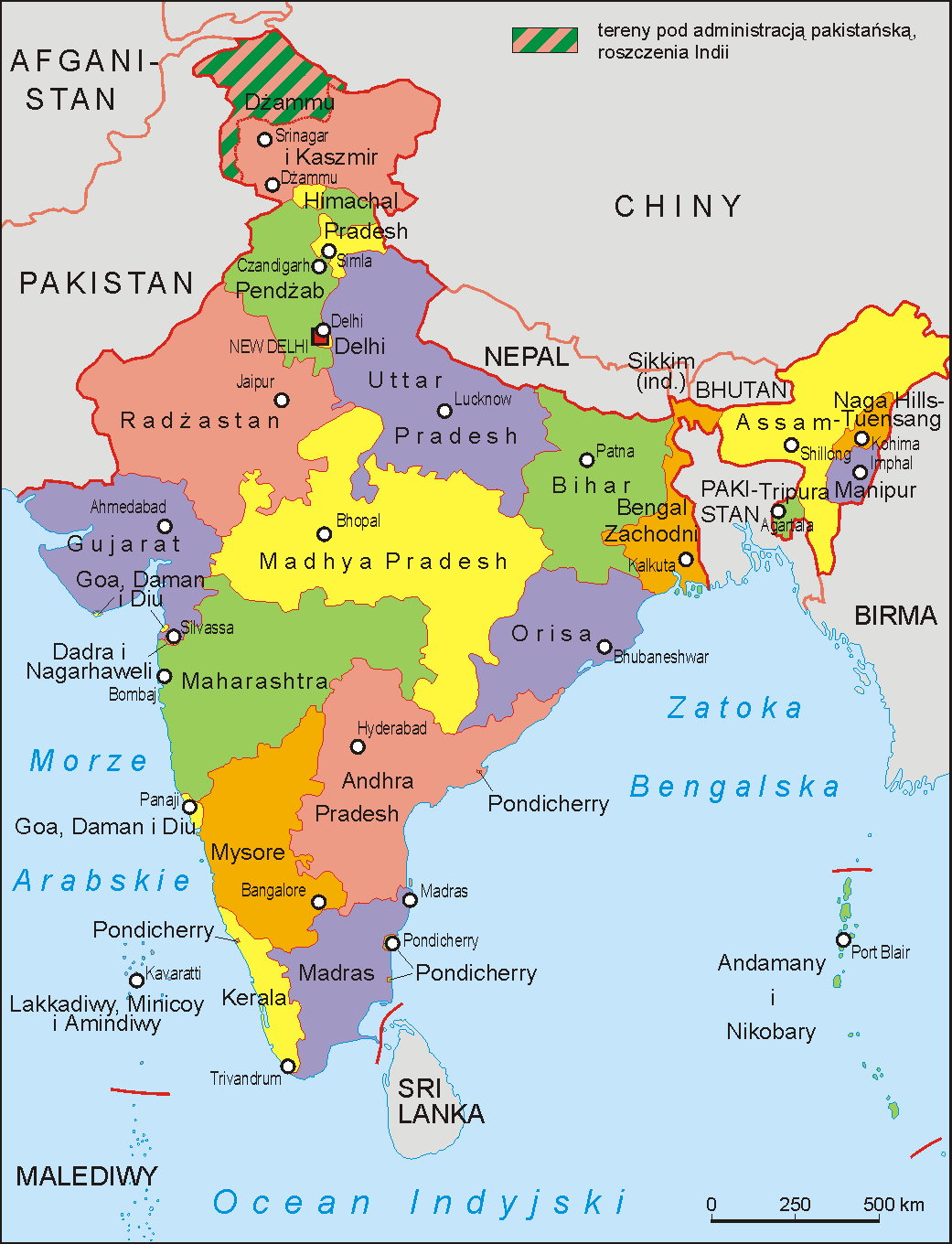
Podział administracyjny Indii w 1961 roku
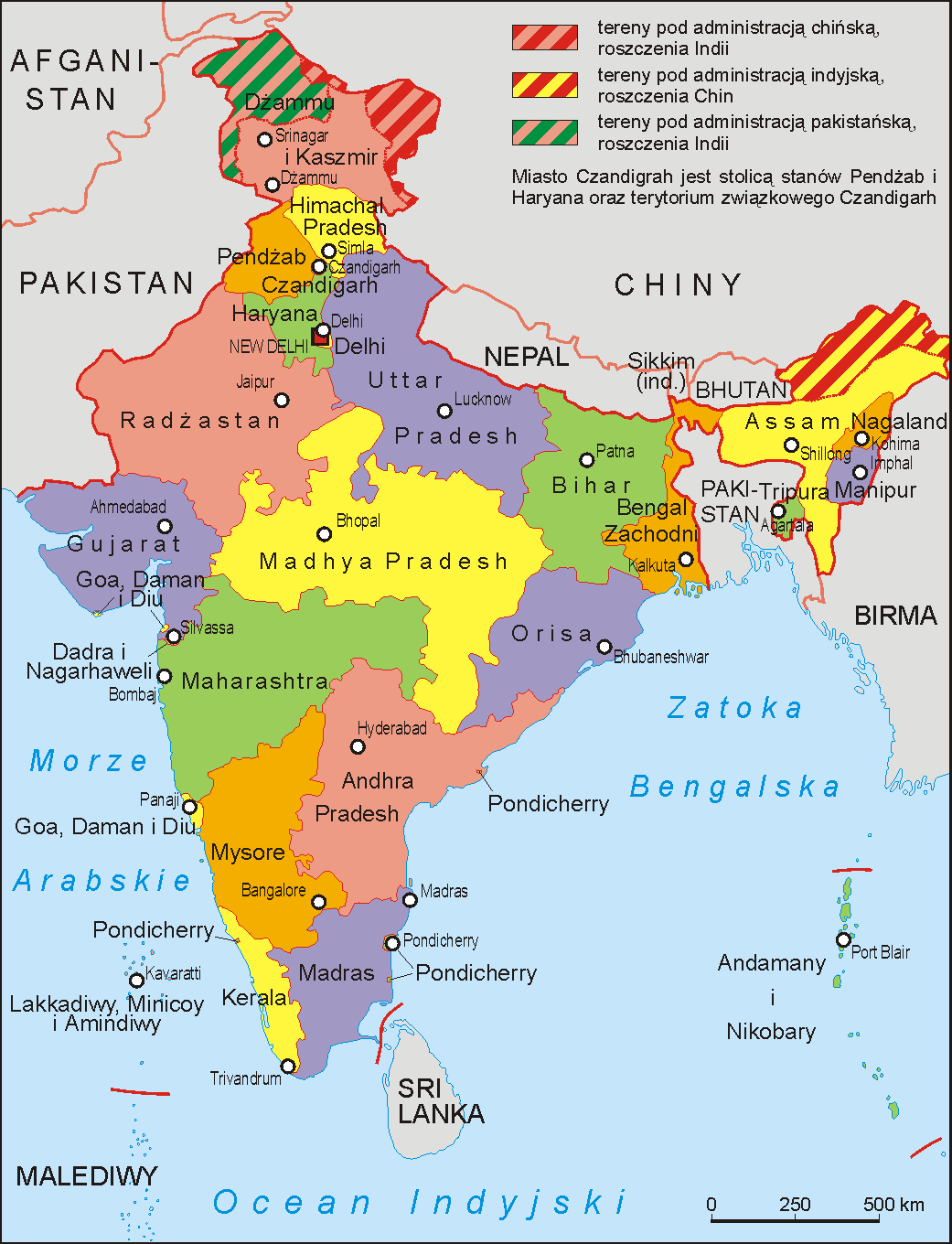
Podział administracyjny Indii w 1966 roku
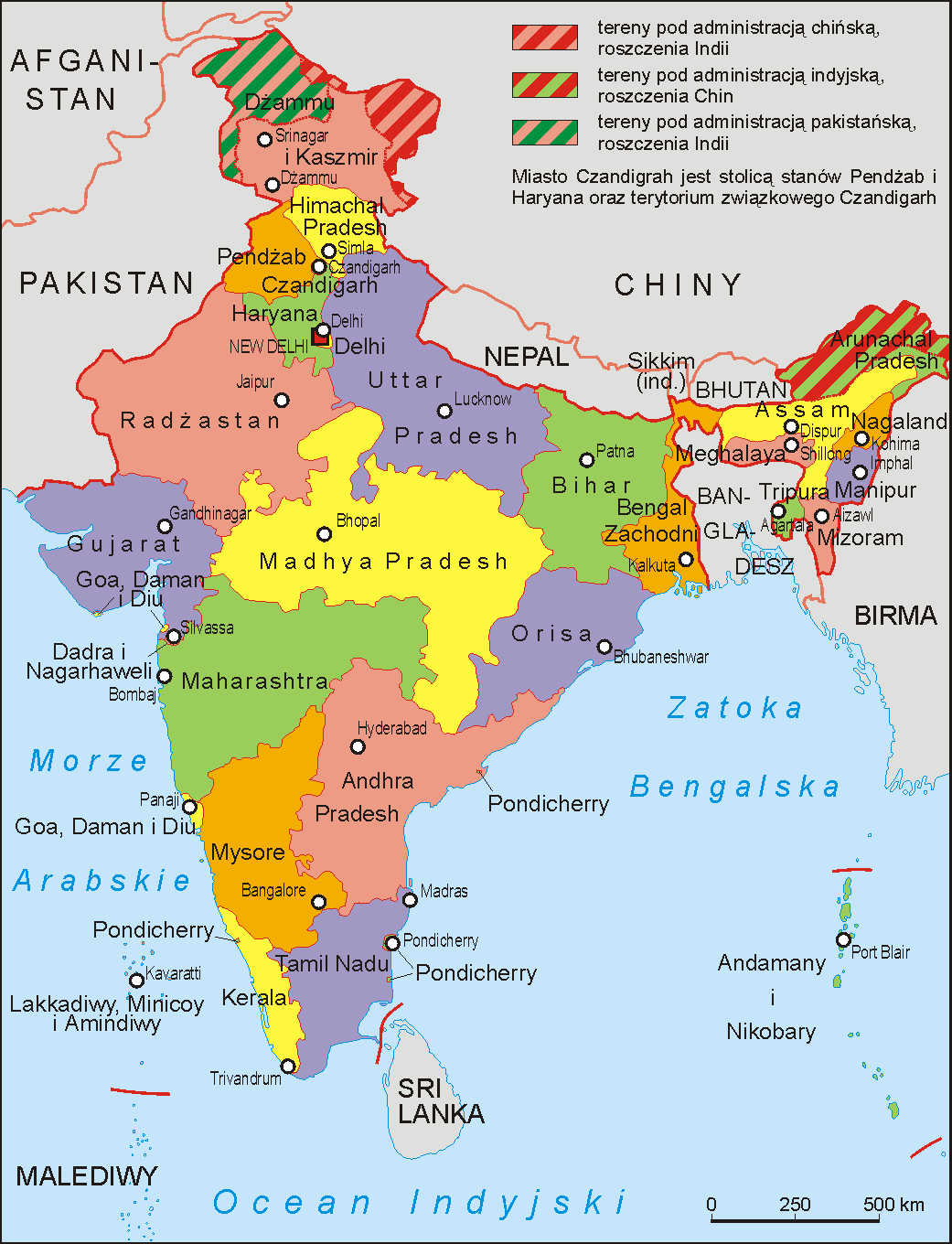
Podział administracyjny Indii w 1972 roku
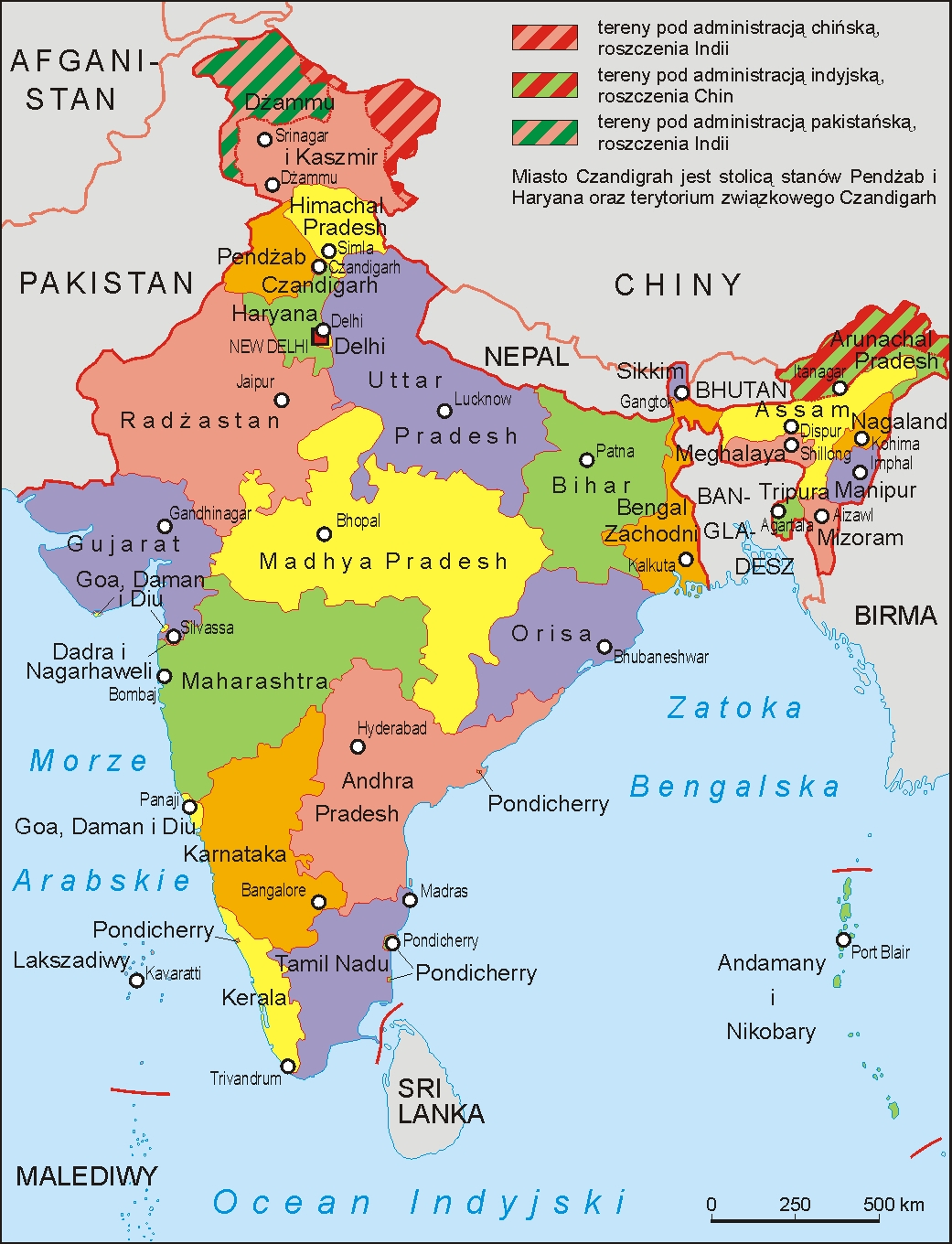
Podział administracyjny Indii w 1975 roku
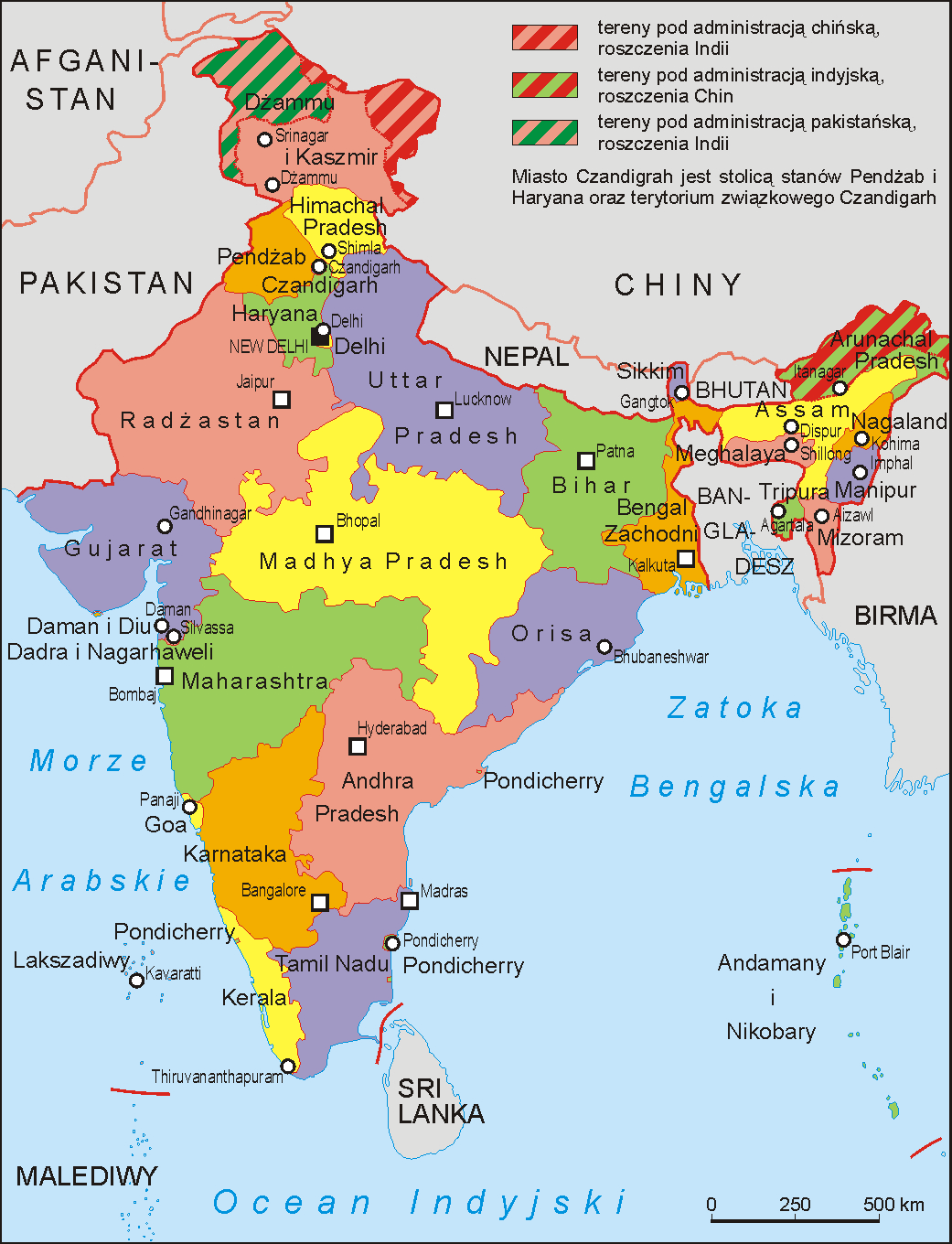
Podział administracyjny Indii w 1987 roku
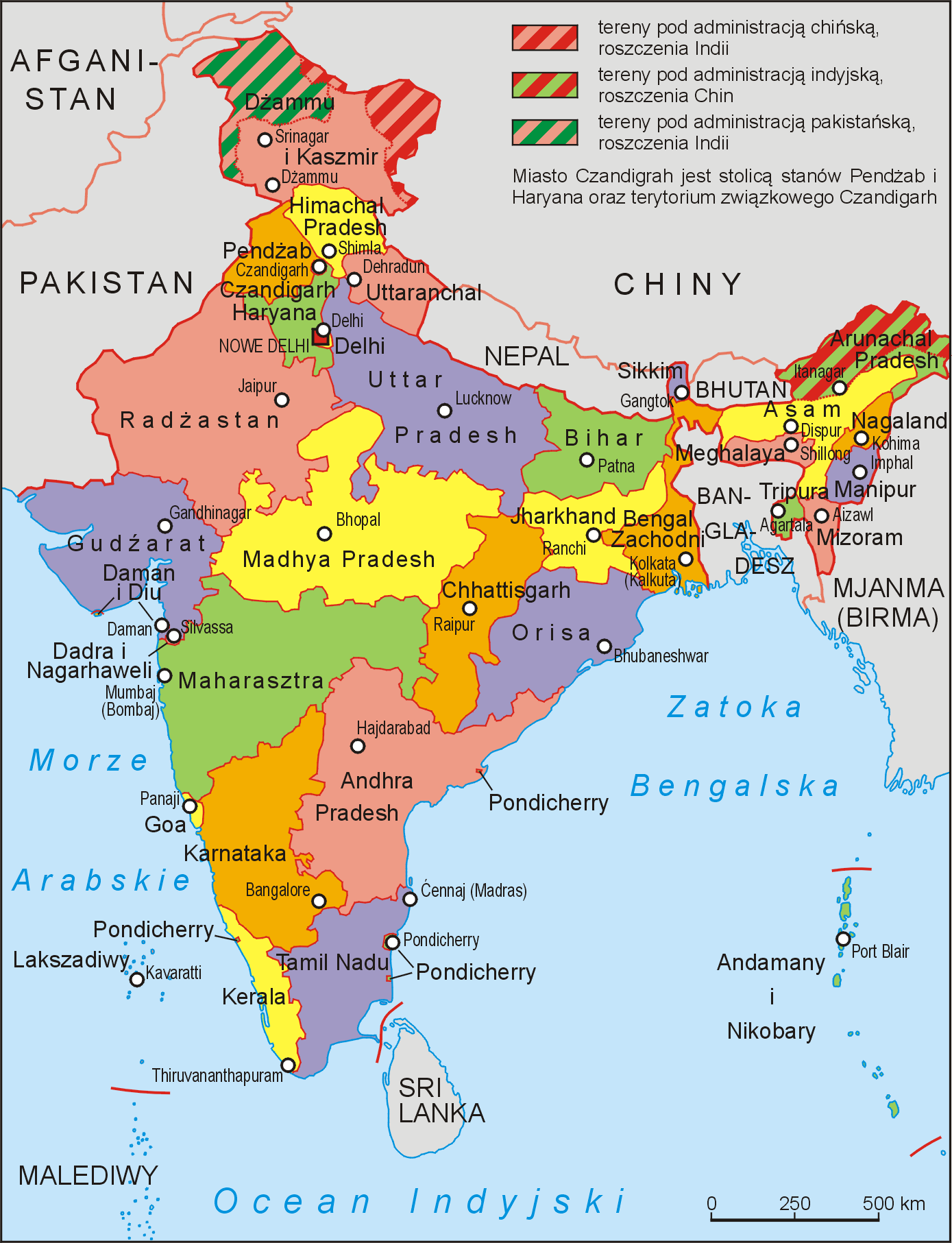
Podział administracyjny Indii w 2006 roku

Po reformie z 1956 roku liczba stanów i terytoriów nadal ulegała zmianom:
- w 1957 roku z Asamu wydzielono terytorium Naga Hills-Tuensang Area
- w 1960 roku stan Bombaj został podzielony na stany Maharashtra i Gujarat
- w 1961 roku Indie Portugalskie zostały zaanektowane przez Indie jako dwa nowe terytoria: Dadra i Nagarhaweli oraz Goa, Daman i Diu
- w 1963 roku terytorium Naga Hills-Tuensang Area zostało przekształcone w stan Nagaland
- w 1966 roku stan Pendżab został podzielony na stan Hariana, stan Pendżab i terytorium związkowe Czandigarh (część stanu została również włączona do Himachal Pradeshu
- w 1968 roku zmieniono nazwę stanu Madras na Tamilnadu
- w 1971 roku zmieniono status Himachal Pradeshu z terytorium związkowego na stan
- w 1972 roku wydzielono ze stanu Asam stan Meghalaya, terytorium związkowe Mizoram oraz terytorium związkowe Arunachal Pradesh; zmieniono również status dwóch terytoriów związkowych (Manipuru i Tripury) na stany
- w 1973 roku zmieniono nazwę stanu Mysore na Karnataka oraz nazwę terytorium związkowego Lakkadiwy, Minicoy i Amindiwy na Lakszadiwy
- w 1975 roku Sikkim został włączony do Indii jako stan
- w 1986 roku zmieniono status Mizoramu z terytorium związkowego na stan
- w 1987 roku zmieniono status Arunachal Pradeshu z terytorium związkowego na stan oraz podzielono terytorium związkowe Goa, Daman i Diu na stan Goa i terytorium związkowe Daman i Diu
- w 1991 roku zmieniono status Delhi z terytorium związkowego na narodowe terytorium stołeczne
- w 2000 roku ze stanu Madhya Pradesh wydzielono stan Chhattisgarh; ze stanu Uttar Pradesh wydzielono stan Uttaranchal; ze stanu Bihar wydzielono stan Jharkhand
- w 2006 zmieniono nazwę terytorium Pondicherry na Puducherry
- w 2007 zmieniono nazwę stanu Uttaranchal na Uttarakhand
- w 2011 zmieniono angielską nazwę stanu Orissa na Odisha
- 2 czerwca 2014 ze stanu Andhra Pradesh wyodrębniono stan Telangana
- 31 października 2019 został zlikwidowany stan Dżammu i Kaszmir, a w zamian utworzono dwa terytoria: Dżammu i Kaszmir oraz Ladakh
- 26 stycznia 2020 terytoria Dadra i Nagarhaweli oraz Daman i Diu zostały połączone w jedno terytorium związkowe

#### Przyszłe zmiany
W Indiach żywe są ruchy separatystyczne dążące do utworzenia nowych stanów. Regiony dążące do utworzenia nowych stanów:
- Bodloand ze stanu Asam (obecnie istnieje region autonomiczny o nazwie Bodoland Territorial Areas District)
- Bundelkhand ze stanów Uttar Pradesh i Madhya Pradesh
- Dimaradźi ze stanu Asam
- Delhi – nowy stan miałby powstać z podziału obecnego narodowego terytorium stołecznego na stan Delhi i narodowe terytorium stołeczne Nowe Delhi liczące ok. 43 km²
- Gorkhaland ze stanu Bengal Zachodni
- Harit Pradesh ze stanu Uttar Pradesh
- Kaććh ze stanu Gudźarat
- Tulu Nadu ze stanów Karnataka i Kerala
- Vidarbha ze stanu Maharashtra
- Vindhyanchal ze stanu Madhya Pradesh
- Rozbicie Uttar Pradesh na kilka nowych stanów

Obecne autonomiczne obszary w Indiach (bez de facto autonomicznej wyspy Sentinel Północny)

## Znaczenie nazw stanów i terytoriów
- Andamany i Nikobary: od nazw dwóch archipelagów tworzących terytorium; Andaman – zniekształcenie sanskryckiej nazwy Hanuman (nazwa mitycznego króla małp), Nikobar – w sanskrycie kraj nagich[11]
- Andhra Pradesh: kraj Telugów (pradesh w hindi to kraina, a andhramu w telugu to nazwa własna narodu, czyli Telugu)[11]
- Arunachal Pradesh: z hindi kraj gór porannego światła (pradesh – kraj, aruna – świt, chal – góry)[11]
- Asam: od nazwy plemienia Ahom[11]
- Bengal Zachodni: od nazwy narodu[11]
- Bihar: klasztor (od sanskryckiego vihara – dosł. schronienie, azyl)[11]
- Chhattisgarh: 36 fortów (w hindi chhattis – 36, garh – fort)[11]
- Czandigarh: Czandi – nazwa bogini, garh – fort (w hindi); razem – miejsce po świątyni Czandi koło fortu[11]
- Dadra i Nagarhaweli: od nazw dwóch enklaw wchodzących w skład terytorium
- Daman i Diu: od nazw dwóch enklaw wchodzących w skład terytorium
- Delhi: od nazwy boga Dhillika[11]
- Dżammu i Kaszmir: Dżammu – od imienia króla Jamboolochan, Kaszmir – w sanskrycie kraj boga Kasjapy[11]
- Goa: skrót od sanskryckiego Gomantaka[11]
- Gudźarat: od nazwy narodu[11]
- Hariana: dom boga Hari (w hindi ayana – dom)[11]
- Himachal Pradesh: kraj Himalajów lub kraj śnieżnych gór (w sanskrycie hima – śnieg, chal – góry, w hindi pradesh – kraj)[11]
- Jharkhand: w hindi leśny kraj[11]
- Karnataka: w kannada wyniosły (dumny) kraj[11]
- Kerala: w malajalam kraj palm kokosowych (kera – palma kokosowa, alam – kraj)
- Lakszadiwy: od nazwy archipelagu będącego tym terytorium; sto tysięcy wysp (w hindi laksza – 100 000, dvipa – wyspy)[11]
- Madhya Pradesh: środkowa kraina (w hindi madhya – środek, centrum, pradesh – kraj)[11]
- Maharashtra: w sanskrycie wielkie królestwo (maha – wielki, rashtra – królestwo)[11]
- Manipur: miasto klejnotów[11]
- Meghalaya: dom chmur[11]
- Mizoram: kraj plemienia Mizów[11]
- Nagaland: kraj plemienia Nagów
- Orisa: od protodrawidyjskiego arici – ryż
- Pendżab: 5 rzek (po persku pandż – 5, ab – woda, rzeka)[11]
- Puducherry: nowe miasto (po tamilsku pudu – nowy, cheri – miasto)[11]
- Radżastan: kraj króla (w hindi radża – król, sthan – kraj)[11]
- Sikkim: od sanskryckiego sikhin – szczyt[13]
- Tamilnadu: po tamilsku kraj Tamilów
- Tripura: dosłownie „trójmiasto” (tri trzy i pura miasto)
- Uttarakhand: w hindi północny kraj (uttar – północ, górny, khand – kraj, region)[11]
- Uttar Pradesh: w hindi górny kraj lub północny kraj (uttar – północ, górny, pradesh – kraj)[11]